# FX Водолея
FX Водолея (лат. FX Aquarii) — одиночная переменная звезда в созвездии Водолея на расстоянии (вычисленном из значения параллакса) приблизительно 6947 световых лет (около 2130 парсеков) от Солнца. Видимая звёздная величина звезды — от +13,2m до +12,5m.

## Характеристики
FX Водолея — жёлтая пульсирующая переменная звезда типа RR Лиры (RRAB) спектрального класса G-F. Эффективная температура — около 5986 К.